# Las distancias
Las distancias (en original catalán, Les distàncies) es una película española de Elena Trapé estrenada en 2018. 

## Sinopsis
Olivia, Eloi, Guille y Anna viajan a Berlín para visitar por sorpresa su amigo Comas, que hace 35 años. Él no los recibe como se esperaban y durante el fin de semana sus contradicciones afloran y la amistad se pone a prueba. Juntos descubrirán que el tiempo y la distancia pueden cambiarlo todo.

## Reparto
- Alexandra Jiménez: Olivia
- Isak Férriz: Guille
- Miki Esparbé:	Comas
- Bruno Sevilla: Eloi
- Maria Ribera: Anna

## Premios
- 2018: Festival de Málaga: Mejor película, dirección y actriz (Jiménez)